# Александер Лопес
Александер Лопес (ісп. Alexander López, нар. 5 червня 1992, Тегусігальпа) — гондураський футболіст, півзахисник клубу «Олімпія» та олімпійської збірної Гондурасу. Учасник Олімпійських ігор 2012 року в Лондоні.

## Клубна кар'єра
Народився 5 червня 1992 року в місті Тегусігальпа. Вихованець футбольної школи клубу «Олімпія». 9 серпня 2010 року в матчі проти «Гомаягуа» він дебютував у чемпіонаті Гондурасу. У цьому ж поєдинку Александер забив свій перший гол за команду. У 2012 році після вдалого виступу на Олімпійських іграх у Лондоні до Лопеса проявляли інтерес норвезький «Русенборг та англійський «Віган Атлетік», але Александер залишився в «Олімпії» ще на сезон. Всього провів в команді чотири сезони, взявши участь у 68 матчах чемпіонату.
Влітку 2013 року Лопес перейшов в американський «Х'юстон Динамо», підписавши контракт на чотири роки. Сума трансферу склала 212 тис. доларів. 25 серпня в матчі проти «Монреаль Імпакт» він дебютував у MLS. 9 вересня в поєдинку проти «Нью-Йорк Ред Буллс» Александер віддав гольову передачу на Джейсона Джонсона, рабоною на 30 метрів. Незважаючи на відмінну техніку і індивідуальну майстерність Лопес не зміг до кінця адаптуватися в США і розгубив форму. У першому сезоні він провів всього два матчі. 12 червня 2014 року в матчі Кубку Ламара Ханта проти «Ларедо Хіт» Александер забив свій перший гол за «Х'юстон».
На початку 2016 року Лопес повернувся в «Олімпію», але вже через півроку перейшов у аравійський «Аль-Халідж». 12 серпня в матчі проти «Аль-Фейсалі» він дебютував у чемпіонаті Саудівської Аравії. У цьому ж поєдинку Александер забив свій перший гол за нову команду. На початку 2017 року Лопес втретє повернувся в «Олімпію».
На початку 2017 року Лопес втретє повернувся в «Олімпію». Відтоді встиг відіграти за клуб з Тегусігальпи 14 матчів в національному чемпіонаті.

## Виступи за збірні
2008 року дебютував у складі юнацької збірної Гондурасу, разом з якою був учасником юнацького чемпіонату КОНКАКАФ та юнацького чемпіонату світу у 2009 році. Всього взяв участь у 8 іграх на юнацькому рівні, відзначившись одним забитим голом.
Протягом 2010—2011 років залучався до складу молодіжної збірної Гондурасу і був учасником молодіжного чемпіонату КОНКАКАФ 2011 року у Гватемалі. На молодіжному рівні зіграв у 7 офіційних матчах, забив 3 голи.
13 жовтня 2010 року дебютував в офіційних іграх у складі національної збірної Гондурасу в товариському матчі проти збірної Гватемали.
Влітку 2012 року Александер був включений в заявку олімпійської команди на поїздку в Лондон на Олімпійські ігри. На турнірі він взяв участь у трьох матчах проти команд Марокко, Японії та Бразилії.
У 2013 році Лопес взяв участь у розіграші Золотого кубка КОНКАКАФ. На турнірі він зіграв у всіх матчах турніру проти збірних Гаїті, Сальвадора, США, Коста-Рики та Тринідаду і Тобаго.
На початку 2017 року Лопес став переможцем Центральноамериканського кубка. На турнірі він зіграв у матчі проти збірної Сальвадору. У тому ж році в складі збірної Александер взяв участь у розіграші Золотого кубка КОНКАКАФ. На турнірі він зіграв у матчі проти збірної Коста-Рики та Французької Гвіани.
Наразі провів у формі головної команди країни 11 матчів, забивши 1 гол.

## Досягнення
- Чемпіон Гондурасу:  2010 (Кл.), 2011 (Ап.), 2012 (Кл.), 2012 (Ап.), 2016 (Кл.)
- Переможець Центральноамериканського кубка: 2011, 2017